# هیماواری آکاهو
هیماواری آکاهو (انگلیسی: Himawari Akaho؛ زادهٔ ۲۸ اوت ۱۹۹۸) بازیکن بسکتبال اهل ژاپن است.
وی در مسابقات کشوری و بین‌المللی در مجموع برندهٔ ۱ مدال طلا، ۱ مدال نقره شده‌است.